# 香港電台第一台
香港電台第一台（英語：RTHK Radio 1）是香港電台擁有的一條以粵語廣播為主的頻道，為香港電台的三條以粵語廣播為主的頻道之一。
該台頻率為FM 92.6-94.4 MHz。

## 歷史與發展
香港電台第一台是香港電台第二個設立的廣播頻道，當時稱為華語台，呼號為ZEK，使用AM 640 KHz。1948年8月華語台取消呼號，1981年華語台改為第一台。1989年前未調整現頻率時，使用的頻率為AM 783 kHz、FM 91.6 MHz、FM 92.3 MHz及FM 93.0 MHz。
第一台以粵語廣播，定位為「新聞及知識台」，本着「以市民心為心，以天下事為事」的精神，傳遞最新、最全面的新聞時事資訊，並且提供交流空間，讓民意和政府政策得以互相傳達。第一台還致力透過生活知識型節目，與聽眾同步增值。
2013年4月22日，第一台由「新聞、時事、資訊台」重新定位為「新聞、時事、知識台」，並推出新節目《好佬唔易做》、《音樂從呢度開始》、《周末午夜場》、《電視風雲半世紀》、《全城知識》、《聲音的力量》。
2019年4月，隨香港電台中文台改革，第一台部分節目與香港電台第二台互換或停播。另外，因香港電台「90+ Logo」計劃，第一台徽改成紅白藍色、摩天大廈交疊中構成了阿拉伯數字「1」設計。

## 發射頻率
| 發射站    | 行車隧道轉播系統                                                                                             | 特高頻／調頻（FM）頻率（MHz） |
| 歌賦山    | 大圍隧道、沙田嶺隧道、尖山隧道、南灣隧道、海底隧道、西區海底隧道、獅子山隧道、香港仔隧道、啟德隧道、長青隧道 | 92.6                          |
| 九龍坑山  | 龍山隧道、長山隧道                                                                                           | 93.2                          |
| 青山      | 愉景灣隧道、屯門—赤鱲角隧道、機場隧道、觀景山隧道                                                            | 93.4                          |
| 金山      | 大欖隧道、城門隧道                                                                                           | 92.9                          |
| 南丫島    | 不適用 | 93.6                          |
| 筆架山    | 不適用 | 93.5                          |
| 飛鵝山    | 東區海底隧道、大老山隧道、將軍澳隧道                                                                         | 94.4                          |
| 元朗374山 | 不適用 | 93.6                          |

## 節目表
| 時間        | 星期一                                         | 星期二                                         | 星期三                                         | 星期四                                         | 星期五                                         | 星期六             | 星期日                                                                        |
| 00:00-01:00 | 周末鬥秀場                                     | 那些年 張偉基                                  | 那些年 張偉基                                  | 那些年 張偉基                                  | 那些年 張偉基                                  | 那些年 張偉基      | 我得你都得                                                                    |
| 01:00-01:30 | 周末鬥秀場                                     | 香港故事                                       | 香港故事                                       | 香港故事                                       | 香港故事                                       | 香港故事           | 我得你都得                                                                    |
| 01:30-02:00 | 周末鬥秀場                                     | CIBS人人廣播                                   | CIBS人人廣播                                   | CIBS人人廣播                                   | CIBS人人廣播                                   | CIBS人人廣播       | 我得你都得                                                                    |
| 02:00-02:30 | 藍地球（精華版）                               | CIBS人人廣播                                   | CIBS人人廣播                                   | CIBS人人廣播                                   | CIBS人人廣播                                   | CIBS人人廣播       | 週末午夜場R5                                                                  |
| 02:30-03:30 | 月光書情                                       | CIBS人人廣播                                   | CIBS人人廣播                                   | CIBS人人廣播                                   | CIBS人人廣播                                   | CIBS人人廣播       | 週末午夜場R5                                                                  |
| 03:30-05:00 | 大自然之聲                                     | 大自然之聲                                     | 大自然之聲                                     | 大自然之聲                                     | 大自然之聲                                     | 大自然之聲         | 週末午夜場R5                                                                  |
| 05:00-06:00 | 清晨爽利 R5                                    | 清晨爽利 R5                                    | 清晨爽利 R5                                    | 清晨爽利 R5                                    | 清晨爽利 R5                                    | 清晨爽利 R5        | 週末午夜場R5                                                                  |
| 06:00-06:30 | 清晨爽利 R5                                    | 清晨爽利 R5                                    | 清晨爽利 R5                                    | 清晨爽利 R5                                    | 清晨爽利 R5                                    | 清晨爽利 R5        | Beautiful Sunday R2、R5、PTHC （0600-0700與第二台、第五台、普通話台同步播放） |
| 06:30-07:00 | 晨早新聞天地 R5                                | 晨早新聞天地 R5                                | 晨早新聞天地 R5                                | 晨早新聞天地 R5                                | 晨早新聞天地 R5                                | 晨早新聞天地 R5    | Beautiful Sunday R2、R5、PTHC （0600-0700與第二台、第五台、普通話台同步播放） |
| 07:00-08:00 | 晨早新聞天地 R5                                | 晨早新聞天地 R5                                | 晨早新聞天地 R5                                | 晨早新聞天地 R5                                | 晨早新聞天地 R5                                | 晨早新聞天地 R5    | 大城小事                                                                      |
| 08:00-08:10 | 千禧年代 TV31（0805-0900與港台電視31同步播放） | 千禧年代 TV31（0805-0900與港台電視31同步播放） | 千禧年代 TV31（0805-0900與港台電視31同步播放） | 千禧年代 TV31（0805-0900與港台電視31同步播放） | 千禧年代 TV31（0805-0900與港台電視31同步播放） | 星期六問責 TV31    | 晨早新聞天地                                                                  |
| 08:10-09:00 | 千禧年代 TV31（0805-0900與港台電視31同步播放） | 千禧年代 TV31（0805-0900與港台電視31同步播放） | 千禧年代 TV31（0805-0900與港台電視31同步播放） | 千禧年代 TV31（0805-0900與港台電視31同步播放） | 千禧年代 TV31（0805-0900與港台電視31同步播放） | 星期六問責 TV31    | 舊日的足跡                                                                    |
| 09:00-09:20 | 千禧年代 TV31（0805-0900與港台電視31同步播放） | 千禧年代 TV31（0805-0900與港台電視31同步播放） | 千禧年代 TV31（0805-0900與港台電視31同步播放） | 千禧年代 TV31（0805-0900與港台電視31同步播放） | 千禧年代 TV31（0805-0900與港台電視31同步播放） | 香港家書           | 舊日的足跡                                                                    |
| 09:20-09:30 | 千禧年代 TV31（0805-0900與港台電視31同步播放） | 千禧年代 TV31（0805-0900與港台電視31同步播放） | 千禧年代 TV31（0805-0900與港台電視31同步播放） | 千禧年代 TV31（0805-0900與港台電視31同步播放） | 千禧年代 TV31（0805-0900與港台電視31同步播放） | 末來•無限          | 舊日的足跡                                                                    |
| 09:30-10:00 | 千禧年代 TV31（0805-0900與港台電視31同步播放） | 千禧年代 TV31（0805-0900與港台電視31同步播放） | 千禧年代 TV31（0805-0900與港台電視31同步播放） | 千禧年代 TV31（0805-0900與港台電視31同步播放） | 千禧年代 TV31（0805-0900與港台電視31同步播放） | 理財新世代 TV31    | 舊日的足跡                                                                    |
| 10:00-10:20 | 一桶金                                         | 一桶金                                         | 一桶金                                         | 一桶金                                         | 一桶金                                         | 理財新世代 TV31    | 講東講西(週日版)                                                              |
| 10:20-10:30 | 是日快樂                                       | 是日快樂                                       | 是日快樂                                       | 是日快樂                                       | 是日快樂                                       | 理財新世代 TV31    | 講東講西(週日版)                                                              |
| 10:30-11:00 | 是日快樂                                       | 是日快樂                                       | 是日快樂                                       | 是日快樂                                       | 是日快樂                                       | 十萬八千里         | 講東講西(週日版)                                                              |
| 11:00-12:00 | 是日快樂                                       | 是日快樂                                       | 是日快樂                                       | 是日快樂                                       | 是日快樂                                       | 十萬八千里         | 講東講西(週日版)                                                              |
| 12:00-12:15 | 午間新聞天地                                   | 午間新聞天地                                   | 午間新聞天地                                   | 午間新聞天地                                   | 午間新聞天地                                   | 午間新聞天地       | 午間新聞天地                                                                  |
| 12:15-12:20 | 午間新聞天地                                   | 午間新聞天地                                   | 午間新聞天地                                   | 午間新聞天地                                   | 午間新聞天地                                   | 午間新聞天地       | 中國復刻與新潮                                                                |
| 12:20-12:30 | 午間新聞天地                                   | 午間新聞天地                                   | 午間新聞天地                                   | 午間新聞天地                                   | 午間新聞天地                                   | 大氣候             | 中國復刻與新潮                                                                |
| 12:30-13:00 | 一桶金                                         | 一桶金                                         | 一桶金                                         | 一桶金                                         | 一桶金                                         | 大氣候             | 中國復刻與新潮                                                                |
| 13:00-14:00 | 精靈一點 TV31（1310-1400與港台電視31同步播放） | 精靈一點 TV31（1310-1400與港台電視31同步播放） | 精靈一點 TV31（1310-1400與港台電視31同步播放） | 精靈一點 TV31（1310-1400與港台電視31同步播放） | 精靈一點 TV31（1310-1400與港台電視31同步播放） | 大氣候             | 非常人物生活雜誌                                                              |
| 14:00-15:00 | 精靈一點 TV31（1310-1400與港台電視31同步播放） | 精靈一點 TV31（1310-1400與港台電視31同步播放） | 精靈一點 TV31（1310-1400與港台電視31同步播放） | 精靈一點 TV31（1310-1400與港台電視31同步播放） | 精靈一點 TV31（1310-1400與港台電視31同步播放） | 五十年後           | 管理新思維                                                                    |
| 15:00-16:00 | 港識生活館                                     | 港識生活館                                     | 港識生活館                                     | 港識生活館                                     | 港識生活館                                     | 政壇新秀訓練班     | 管理新思維                                                                    |
| 16:00-16:30 | 動力4射                                        | 動力4射                                        | 動力4射                                        | 動力4射                                        | 動力4射                                        | 大城小事           | 大城小事                                                                      |
| 16:30-17:00 | 一桶金之財經新思維                             | 一桶金之財經新思維                             | 一桶金之財經新思維                             | 一桶金之財經新思維                             | 一桶金之財經新思維                             | 大城小事           | 大城小事                                                                      |
| 17:00-18:00 | 自由風自由 PHONE                               | 自由風自由 PHONE                               | 自由風自由 PHONE                               | 自由風自由 PHONE                               | 自由風自由 PHONE                               | 旅遊樂園           | 太陽底下新鮮事                                                                |
| 18:00-18:20 | 傍晚新聞天地 R5                                | 傍晚新聞天地 R5                                | 傍晚新聞天地 R5                                | 傍晚新聞天地 R5                                | 傍晚新聞天地 R5                                | 傍晚新聞天地 R5    | 傍晚新聞天地 R5                                                               |
| 18:20-18:35 | 傍晚新聞天地 R5                                | 傍晚新聞天地 R5                                | 傍晚新聞天地 R5                                | 傍晚新聞天地 R5                                | 傍晚新聞天地 R5                                | 旅遊樂園           | 萬千寵愛                                                                      |
| 18:35-19:00 | 自由風自由 PHONE                               | 自由風自由 PHONE                               | 自由風自由 PHONE                               | 自由風自由 PHONE                               | 自由風自由 PHONE                               | 旅遊樂園           | 萬千寵愛                                                                      |
| 19:00-20:00 | 自由風自由 PHONE                               | 自由風自由 PHONE                               | 自由風自由 PHONE                               | 自由風自由 PHONE                               | 自由風自由 PHONE                               | 一台運動會         | 萬千寵愛                                                                      |
| 20:00-20:30 | 守下留情                                       | 守下留情                                       | 守下留情                                       | 守下留情                                       | 守下留情                                       | 古今風雲人物       | 大學堂                                                                        |
| 20:30-21:00 | 守下留情                                       | 守下留情                                       | 守下留情                                       | 守下留情                                       | 守下留情                                       | 入實驗室想點都得   | 大地書香                                                                      |
| 21:00-22:00 | 守下留情                                       | 守下留情                                       | 守下留情                                       | 守下留情                                       | 守下留情                                       | 我們一直都在說故事 | 港台講台                                                                      |
| 22:00-22:20 | 晚間新聞天地 R5                                | 晚間新聞天地 R5                                | 晚間新聞天地 R5                                | 晚間新聞天地 R5                                | 晚間新聞天地 R5                                | 晚間新聞天地 R5    | 晚間新聞天地 R5                                                               |
| 22:20-22:35 | 晚間新聞天地 R5                                | 晚間新聞天地 R5                                | 晚間新聞天地 R5                                | 晚間新聞天地 R5                                | 晚間新聞天地 R5                                | What’s up Bro      | 夜診翔談                                                                      |
| 22:35-23:00 | 講東講西                                       | 講東講西                                       | 講東講西                                       | 講東講西                                       | 講東講西                                       | What’s up Bro      | 夜診翔談                                                                      |
| 23:00-00:00 | 講東講西                                       | 講東講西                                       | 講東講西                                       | 講東講西                                       | 講東講西                                       | What’s up Bro      | 夜診翔談                                                                      |

TV31：與港台電視31同步播放

TV31R：由香港電台第一台電台版本首播，其後電視版本於港台電視31重播

R2：與第二台同步播放

R5：與第五台同步播放

PTHC：與普通話台同步播放

## 節目
香港電台第一台現時以粵語廣播收聽，該頻道主要播放新聞、時事、資訊節目。

### 特備節目
- 本地大事回顧
- 兩岸大事回顧
- 國際大事回顧
- 有聲大事回顧
- 奧運第一台（於夏季奥林匹克运动会期間播出）
- 亞運第一台
- 世界盃第一台
- 香港電台足球直播
- 美國總統大選特輯
- 國慶慶典特輯
- 行政長官立法會答問大會
- 行政長官答問大會
- 行政長官施政答問
- 特首施政報告發表
- 施政論壇
- 預算案論壇
- 財政預算案演辭
- 財政預算案論壇
- 財政司司長熱線
- 立法會選舉論壇
- 區議會選舉論壇
- 2019冠狀病毒病個案最新情況簡報會：因應2019冠狀病毒病香港疫情第五波，香港電台第一台由2022年1月25日起，於香港時間每日下午4時30分現場直播衛生防護中心在政府總部演講廳舉行的「衛生署疫情簡報會」。[4]
- 行政長官疫情記者會：香港電台第一台由2022年3月9日起，除星期二外，於香港時間每日早上11時現場直播由行政長官林鄭月娥在政府總部演講廳舉行的「行政長官疫情記者會」。

## 歷代節目主持列表

### 現於香港電台第一台任職的主持
| 節目主持 | 別名 | 現主持節目                                          | 曾主持節目                                                                                                   | 兼任 |
| -------- | ---- | --------------------------------------------------- | --- | ---- |
| 梁榮忠   | 忠哥 | 《晨光第一線》（第二台） 、《法醫研究所》（第一台） | 《有無搞錯》（第二台） 、《瘋Show快活人》（第二台）、 《一個鐘一個梁榮忠》（第二台）、《開心日報》（第一台） |      |

## 頻道象徵

香港電台第一台於2019年4月前使用的標誌
香港電台第一台於2019年4月起使用的標誌

## 外部連結
- 香港電相關網站 - 香港電台第一 （页面存档备份，存于）（繁體中文）
- YouTube上的香港電台第一台頻道